# Protopithecus
Protopithecus — вимерлий рід великих мавп Нового Світу, що жили в плейстоцені. Скам'янілості були знайдені в печері Тока-да-Боа-Віста в Бразилії, а також в інших місцях країни. У Тока-да-Боа-Віста також були виявлені скам'янілості іншої великої, але менш міцної мавпи, Caipora.

## Опис
Орієнтовна вага становить 22,6 кілограма. Маючи трохи довші руки, ніж ноги, протопітек нагадував Alouatta, але його кістки кінцівок були майже вдвічі товщі. Його голова була більше схожа на голову ревуна, у якої нижня щелепа виступає вперед, щоб розмістити голосовий мішок розміром з яблуко. Отже, протопітек міг би вити так само, як вони.
Попри те, що його великі розміри привели до припущення, що він міг бути частково або в основному наземним, Халенар (2011) не виявив адаптації до наземного пересування в скелеті протопітека, який має морфологію, характерну для деревних мавп, хоча, враховуючи його приблизну вагу, навряд чи це був підвісний живильник, як Ateles і Brachyteles. Можливо, це була деревна чотирилапа тварина, яка час від часу використовувала землю, порівнянну з людиноподібною мавпою або більшими підвикопними лемурами.

## Палеоекологія
Навколишнє середовище проживання протопітека неясно. Вважалося, що більша частина Бразилії була вкрита відкритою тропічною рослинністю церрадо під час пізнього плейстоцену, але якщо Protopithecus і Caipora були деревними, їх присутність свідчить про те, що регіон міг підтримувати густий закритий ліс під час пізнього плейстоцену. Цілком можливо, що регіон чергувався між сухою відкритою саваною та закритим вологим лісом протягом зміни клімату пізнього плейстоцену.